# Jan Zarako-Zarakowski
Jan Zarako-Zarakowski herbu Dębicz (ur. 8 lutego 1857 na Wileńszczyźnie, zm. 2 stycznia 1930 w Warszawie) – generał dywizji Wojska Polskiego.

## Życiorys
22 maja 1887, po ukończeniu Korpusu Kadetów i Szkoły Junkrów, rozpoczął służbę zawodową w piechocie armii rosyjskiej. Był oficerem Gwardii i słuchaczem Nikołajewskiej Akademii Inżynieryjnej w Petersburgu. W czasie wojny rosyjsko-japońskiej 1904-1905 dowodził 283 Pułkiem Piechoty 71 Dywizji Piechoty. W czerwcu 1905 odznaczył się i awansował na generała majora oraz dowódcę 2 brygady 71 Dywizji Piechoty. W styczniu 1907 objął dowództwo 2 brygady 8 Dywizji Piechoty w Warszawie. W marcu 1913 mianowany został generał lejtnantem i dowódcą 11 Syberyjskiej Dywizji Strzelców. Od 3 września 1914 do 30 lipca 1917 dowodził dywizją na froncie niemieckim, na terenach polskich. Następnie leczył się w szpitalu w Moskwie.
Z dniem 23 grudnia 1918 przyjęty został do Wojska Polskiego, z zatwierdzeniem posiadanego stopnia generała porucznika ze starszeństwem z 4 marca 1913, i przydzielony do Rezerwy Oficerskiej. Pozostawał w Stacji Zbornej Oficerów w Warszawie. Przydziału nie otrzymał ze względu na wiek i stan zdrowia. Z dniem 1 kwietnia 1921 został przeniesiony w stan spoczynku w stopniu generała porucznika. Osiadł w Warszawie.
26 października 1923 Prezydent RP zatwierdził go w stopniu generała dywizji w stanie spoczynku. Zmarł 2 stycznia 1930 w Warszawie.

## Awanse
- chorąży (прапорщик) - 1877
- kapitan (капитан) - 1889
- pułkownik (полковник) - 1899
- generał major (генерал-майор) - 1905
- generał lejtnant (генерал-лейтенант) - 4 marca 1913

## Ordery i odznaczenia
- Złota szabla "Za Odwagę" – 1907
- Order Świętego Stanisława 1 stopnia – 1911
- Order Świętej Anny 2 stopnia z mieczami – 1905
- Order Świętego Stanisława 2 stopnia z mieczami – 1905
- Order Świętej Anny 3 stopnia – 1902
- Order Świętego Stanisława 3 stopnia – 1896
- Order Świętego Włodzimierza 3 stopnia – 1908